# Бодістормінг
Бодістормінг — це варіант брейнстормінга з акцентом на генерацію ідей і створення неочікуваних відкриттів за допомогою фізичного дослідження і взаємодії. В той час як брейнстормінг зазвичай проводять сидячи, роблячи записи, бодістормінг потребує активної фізичної участі в реальній ситуації. Використовуючи все своє тіло для того, щоб пережити обставини, ви розумієте, як відчуваєте і сприймаєте світ, а не тільки те, що ви про нього думаєте.
Коли ми розповідаємо про своє сприйняття світу, нам не завжди вдається передати це знання, але його можна відчути за допомогою спільної інсценізації. Подібний досвід може покращити наше розуміння і посилити емпатію. Даний метод часто використовують маркетологи аби зрозуміти, як саме люди будуть сприймати товари та послуги, які пропонує виробник.